# Half Life (3)
Half Life è il primo (e unico) album dal vivo del gruppo progressive rock 3, pubblicato nel 2002.

## Tracce
1. Wrong Alright (Gangstaship) – 5:28
2. Paint by Number – 5:53
3. Body Turn to Dust – 4:36
4. Broadway Alien – 6:07
5. You Call Me Baby – 4:55
6. Bedroom in Hell – 5:38
7. Get 2gether – 3:24
8. Paint by Number Again – 4:39
9. Gartdrumm's Paradise – 3:51
10. Amaze Disgrace – 6:38
11. Life's Not Fair – 15:15